# N22 (Niger)
Die N22 oder RN22 ist eine hochrangige Straße vom Typ Nationalstraße (französisch route nationale) in der Region Tahoua in Niger.

## Verlauf und Charakteristik
Die N22 ist insgesamt 258,9 Kilometer lang. Sie beginnt im Dorf Mararaba Kao als Abzweigung von der N25. Sie quert das Trockental Tadiss und führt danach durch den Gemeindehauptort Kao. Sie erreicht die Stadt Tchintabaraden, verläuft durch das Dorf Egawane und endet schließlich im Departementshauptort Tassara.
Es handelt sich bei der N22 zwischen Mararaba Kao und Tchintabaraden um eine moderne Erdstraße und zwischen Tchintabaraden und Tassara um eine einfache Piste.